# Enter the Void
Enter the Void (svenska: ung. Träd in i tomheten) är en fransk dramafilm från 2009 i regi av Gaspar Noé. Huvudrollerna spelas av Nathaniel Brown, Paz de la Huerta och Cyril Roy.

## Handling
Handlingen följer Oscar, en ung amerikansk droglangare i Tokyos neonbelysta klubbvärld, som efter att ha blivit skjuten av polis har en utanför kroppen-upplevelse påspädd av drogen DMT.

## Rollista
| Nathaniel Brown  | – Oscar         |
| Paz de la Huerta | – Linda         |
| Cyril Roy        | – Alex          |
| Emily Alyn Lind  | – Linda som ung |
| Jesse Kuhn       | – Oscar som ung |
| Olly Alexander   | – Victor        |
| Ed Spear         | – Bruno         |
| Masato Tanno     | – Mario         |

## Om filmen
Filmen skildras i förstapersonsvy ur Oscars perspektiv, som ofta svävar över stadens gator, och ibland föreställer Oscar betraktande sig själv under minnesbilder. Gaspar Noé benämner själv filmen som en "psykedelisk melodram".
Estetiken är inspirerad av filmare som Kenneth Anger och Jordan Belson, samt av Noés egna erfarenheter av psykedeliska droger. Filmen hade premiär i huvudtävlan vid Filmfestivalen i Cannes 2009. Den gick upp på svensk bio 15 juli 2011 genom Njutafilms. Utomlands var mottagandet mycket kluvet. På svenska Kritiker.se har filmen 3,8 av fem i snittbetyg från 12 recensioner.